# Микроспория
Микроспорията е заразна гъбична болест, от която боледуват кучетата, котките и човекът. Характеризира се с повърхностно възпаление на кожата и опадване на космите в заразените части на тялото. Заразяването при човека, кучето и котките става чрез пряк контакт с болното животно или с неговите аксесоари (нашийник, нагръдник, дрехи) и тоалетни принадлежности – четка, гребен и др.
Микроспорията се причинява от дерматозни гъби. Заболяването има сезонен характер. Най-често от микроспоридоза боледуват кучетата от дългокосмести породи – кавказка или руска овчарка, източноевропейска овчарка, дългокосмест дакел, шнауцер, сетери и др. Котките са латентен приносител през целия си живот на гъбичния причинител на болестта, без да показват видими външни клинични признаци. Заразяването става, след като гъбата попадне и проникне през „входната врата“ на ранената кожа на тялото. Спорите, попаднали в кожния епител и космените влагалища след инкубационен период от 15 – 20 дни, се размножават във вътрешността на космите и фоликулите, като ги разрушават, а космите опадат. Размножаването на гъбите предизвиква възпаление на по-дълбоките слоеве на кожата, което външно се изразява със силно подуване и зачервяване на засегнатия кожен участък.

## Признаци
Микроспорията протича клинично в три форми: повърхностна, дълбока и скрита.

### Повърхностна форма
Тя се среща най-често. При нея се наблюдават по тялото на кучето различни по размер сърбящи кожни участъци (муцуната, главата, ушите, гърба и опашката) с опадали косми и зачервена кожа, покрита с люспи или сивобели струпеи.

### Дълбока форма
При нея кожата е възпалена, удебелена, силно зачервена, напукана и кървяща. Поразеният участък има неприятна миризма. Сърбежът е изразителен, кучето се чеши настървено до разкъсване на тъканта.

### Латентна (скрита) форма
При нея се наблюдава повърхностно олющване на кожния епител (пърхот) по тялото и опадане на космите, като сърбежът не е изразителен. Диагнозата на заболяването се поставя въз основа на клиничните признаци и микроскопските лабораторни изследвания, направени на кожни струпеи от поразените телесни участъци.

## Лекуване
Ограничаване на контакта с болните кучета. Външно се прилагат кожни мазила, потискащи размножаването на гъбите, а вътрешно се използват кортизонови препарати и витамини. Кучетата се поставят на диетично хранене.

## Микроспория при човека
Почти всички хора, заболели от микроспоридоза, се заразяват от домашни любимци или скитащите кучета и котки. Микроспорията при човека протича като заболяване, засягащо окосмената част на главата и кожата по тялото. Заразата се предава при директен контакт с болното куче или котка и по-рядко при ползване на общи тоалетни принадлежности.